# Descort
Descort (von lateinisch discordia, Zwietracht) ist eine Gattung der romanischen Sangesdichtung im Mittelalter. 
Sie kam vermutlich zuerst bei den nordfranzösischen Trouvères in Gebrauch und wurde dann von den südfranzösischen Trobadors übernommen. 
Inhaltlich ist sie der höfischen Liebeskanzone verwandt, ihre Besonderheit liegt darin, dass sie die innere Zerrissenheit des Liebenden durch eine 'diskordante' Form widerspiegelt. Erreicht wird dies durch unregelmäßige bzw. ständig wechselnde Verslängen und Strophenformen, oder auch, in einer durch den provenzalischen Trobador Raimbaut de Vaqueiras in Italien begründeten Sonderform, durch den Wechsel der Sprache von Strophe zu Strophe.